# Quim Barreiros
 (septembre 2012).
Joaquim de Magalhães Fernandes Barreiros, dit Quim Barreiros, né le 19 juin 1947 à Vila Praia de Âncora (Caminha, Portugal), est un chanteur populaire portugais qui joue également de l'accordéon. Il est connu à travers le monde lusophone pour ses chansons à double sens et ses jeux de mots.

## Biographie
Fils d'un accordéoniste né à São Paulo, au Brésil, il fait ses premiers pas dans la musique dans l'école du sergent Lomba, musicien retraité. A neuf ans, il joue déjà de la batterie dans le groupe de son père, le « Conjunto Alegria ».
Jouant de la batterie ou de l'accordéon, il est présent dans le « Conjunto Alegria » et dans différents groupes folkloriques de la région du Minho. Ces différents groupes sont pour lui une grande école de musique populaire et folklorique jusqu'à ses vingt ans.
En 1968, il effectue son service militaire dans les Forces Aériennes Portugaises et après un passage rapide par des cours sur le radar, il intègre la fanfare de la Force Aérienne. C'est pendant cette période sous les drapeaux qu'il a l'occasion de jouer dans les principales maisons de Fado et restaurants typiques de Lisbonne.
Il enregistre des chansons avec le célèbre guitariste Jorge Fontes et sort son premier album en 1971. Il joue par la suite dans quasiment tous les pays où existe une communauté portugaise comme le Canada, les E.U.A., le Venezuela, le Brésil, Aruba, Curaçao, les Bermudes, l'Afrique du Sud, la Namibie, l'Australie, l'Espagne, la France, la Suisse, la Belgique, l'Allemagne, Andorre ou encore l'Angleterre.
Au Portugal, il n'y a pas de fêtes académiques sans Quim Barreiros, c'est le slogan.[réf. nécessaire] Coimbra, Porto, Évora, Lisbonne, Braga, Aveiro, Vila Real, Faro, etc. sont des exemples d'universités qui sont fidèles à l'artiste chaque année.
Aujourd'hui, auteur, compositeur et chanteur, Quim Barreiros est un artiste affirmé. Il est connu par toutes les communautés portugaises à travers le monde et a environ une centaine d'albums à son actif.

## Discographie
- 1975 - O Malhão Não É Reaccionário
- 1981 - Dance Com Quim Barreiros e o Super-Trio
- 1986 - Bacalhau á Portuguesa
- 1986 - Riacho da Pedreira (Rio das Pedras)
- 1992 - O Sorveteiro
- 1992 - Original (O Franguito da Maria)
- 1993 - Deixa Botar Só a Cabeça (acredita em mim)
- 1994 - Mestre de Culinária
- 1994 - Meu dinossauro
- 1998 - Marcha da Expo'98
- 1998 - O Melhor dos Melhores
- 2000 - A Garagem da Vizinha
- 2001 - Comer, Comer
- 2002 - Cantares ao Desafio
- 2003 - O Melhor de Quim Barreiros
- 2003 - Na Tua Casa Tá Entrando Outro Macho
- 2004 - A Cabritinha
- 2005 - Riacho da Pedreira
- 2005 - O Ténis
- 2006 - DVD - Quim Barreiros ao Vivo
- 2006 - A Padaria
- 2007 - Use Álcool
- 2008 - Fui Acudir
- 2009 - O Peixe
- 2010 - Deixai-Me Chutar
- 2011 - O Brioche da Sofia
- 2012 - Dar ao Apito
- 2013 - Mole Não Entra
- 2014 - Caça Asneiras
- 2015 - O Pau Caiu Na Panela
- 2016 - Eu Faço 69
- 2017 - O Zinho
- 2018 - O Meu Refogado
- 2019 - Amelia Costureira
- 2020 - Será Porco ou Parafuso